# Elisabeth Lutyens
Agnes Elisabeth Lutyens (CBE) (Londen, 9 juli 1906 – aldaar, 14 april 1983) was een Brits componiste. Zij was het vierde van de vijf kinderen van de architect Edwin Lutyens en Emily Lytton, die betrokken waren bij de theosofische beweging.

## Levensloop

### Jeugd
Het gezinsleven werd gekenmerkt door ruzies tussen haar vader en moeder. Haar vader was de architect van de binnenstad van Delhi, haar moeder de dochter van de onderkoning van Indië en een hofdame van koningin Victoria van het Verenigd Koninkrijk. Elisabeth besloot vroeg componiste te worden, enerzijds om de aandacht van haar moeder te krijgen, anderzijds omdat zij op dit gebied geen concurrentie binnen de familie te duchten had, zoals zij later in haar autobiografie schreef. Zij kreeg viool-, piano- en compositieles. Haar tante Constance Lytton, een vakbekwame pianiste, wier docente een leerling van Clara Schumann was geweest, steunde haar door haar met de werken van Robert Schumann bekend te maken. Op 15-jarige leeftijd ontstonden de eerste kamermuziekwerken, een jaar later schreef zij een opzet voor een eerste ballet.

### Studie
In 1922/1923 studeerde zij ongeveer drie maanden solfège, harmonie en contrapunt aan de École Normale de musique de Paris in Parijs bij Marcelle de Manziarly en Georges Caussade. Dankzij Marcelle de Manziarly werd zij vertrouwd met het werk van Claude Debussy en Igor Stravinsky. Eveneens in Parijs leerde zij de musicoloog, componist en organist Antoine Geoffroy-Dechaume kennen, die haar interesse voor het werk van Girolamo Frescobaldi en Henry Purcell wekte. Na een reis met haar moeder naar een theosofisch centrum in het Oostenrijkse Ehrwald nam zij in 1923 privéles bij de theosofische componist John Foulds. Al snel brak zij de lessen af, om haar moeder en Jiddu Krishnamurti (1895-1986) op reis te vergezellen. Deze was door de theosofische vereniging tot "wereldleraar" gekozen en was gedeeltelijk in het gezin opgegroeid. De gezamenlijke reizen voerden naar Trente in Italië, verschillende steden in India en Australië. In 1925 kwamen zij terug naar Londen.
Van 1926 tot 1930 studeerde Lutyens aan het Royal College of Music in Londen bij Harold Darke (compositie) en bij Ernest Tomlinson (altviool). Spanningen tussen haar en de toenmalige directeur van het Royal College of Music en aanhanger van de English Musical Renaissance, Hugh Allen, leidde ertoe, dat zij geen compositieles bij de toen beroemde docenten Ralph Vaughan Williams of John Ireland kon krijgen. Tijdens de studie raakte zij bevriend met de componiste Dorothy Gow. Anders dan haar medestudenten aan het Royal College of Music (Elizabeth Maconchy, Dorothy Gow, Imogen Holst en Grace Williams) ontving zij gedurende haar studietijd nooit een bijzondere prijs of een onderscheiding voor haar werk. Haar relatie met haar moeder ging achteruit tijdens haar studie, wat leidde tot een terugkerende depressie.

### Huwelijken en concerten
In 1929 leerde zij de zanger (bariton) Ian Glennie kennen, met wie zij in 1933 huwde. Samen met de dirigente Iris Lemare en de violiste Anne Macnaghten richtte ze in 1931 Macnaghten-Lemare-concerten in Londen op, die decennialang zouden doorgaan. Doel was de voorwaarden voor uitvoering en werk van jonge componisten te verbeteren. De concerten werden spoedig tot een vaste instelling in het Londense culturele leven en Lutyens hoorde vele van haar vroege werken daar voor de eerste keer. Door deze concertseries werden ook andere componisten zoals Benjamin Britten, Elizabeth Maconchy, Grace Williams, Malcolm Williamson en Alan Rawsthorne in het Londense muziekleven geïntroduceerd en gesteund.
Met de uitvoering van het ballet The Birthday of the Infanta door de Camargo Society in 1932 maakte het grote publiek voor het eerst kennis met Lutyens' composities. In 1934 werd met Sebastian haar eerste zoon geboren. In de volgende jaren werkte zij uitsluitend voor de Macnaghten-Lemare-concerten. Zij werd ook moeder van een tweeling. In 1938 leerde zij de 18 jaar oudere dirigent en voormalige BBC-producent Edward Clark kennen, een leerling van Arnold Schönberg, die het Britse publiek met eigentijdse continentale muziek bekend wilde maken. Ian Glennie en zij gingen uiteen, hoewel Glennie pas jaren later met een echtscheiding instemde. In 1939 en 1940 schreef zij het Chamber Concerto I en II, haar eerste dodecafonische werken. In 1940 vertrok zij vanwege de onzekere oorlogssituatie met haar kinderen naar het gezin van haar zuster Ursula in Newcastle upon Tyne. Spanningen tussen de gezinnen leidden al snel tot een terugkeer naar Londen. Tijdens een Proms-concert in Londen gingen haar Three Pieces for Orchestra, op. 7 in première, lang de enige grotere uitvoering van haar werk. Conrad, haar enige kind van Edward Clark, werd in 1941 geboren. Grote financiële zorgen en honger, oorlog en ziekte maakten het voor haar in de jaren 1940 en 1941 steeds moeilijker om te componeren. Na verdere verblijven op het platteland kwam zij in 1943 terug naar Londen, maar haar latere alcoholproblemen begonnen zich af te tekenen.

### Filmmuziek en alcoholisme
Vanaf 1944 begon zij - meer om financiële redenen, dan uit interesse - met het componeren van filmmuziek. Misschien heeft het werken voor de film wezenlijk tot de ontwikkeling van haar latere compositiestijl bijgedragen. Om ongestoord te kunnen werken gingen de kinderen naar verwanten en voor zich en haar man richtte zij afzonderlijke woningen in. Zij leerde Constant Lambert, Francis Bacon en Dylan Thomas kennen, Londense persoonlijkheden van het moderne leven, maar door haar vele bezoeken in pubs in de Londense wijk Bloomsbury raakte zij sterker verslaafd aan alcohol. Zowel haar geestelijke als haar lichamelijke toestand ging sterk achteruit en in 1948 was zij gedwongen zich maandenlang in een psychiatrisch ziekenhuis te laten behandelen. In 1951 probeerde ze met een vierdaagse extreme ontwenningskuur haar alcoholisme onder controle te krijgen. Maar toenemende vereenzaming en het uitblijven van succes met haar ernstige muziek leidden ertoe, dat zij verdere opdrachten voor films, reclame en de omroep moest aanvaarden.

### Leerlingen
Vanaf 1957 gaf ze jarenlang privéles, wat haar financiële situatie nauwelijks verbeterde. Qua ideeën voelde zij zich verwant aan jonge buitenstaanders, die net als zij met het muzikale Establishment vochten. Tot haar leerlingen behoorden Malcolm Williamson en Richard Rodney Bennett, hoewel zij enige leden van de zogenaamde Manchester groep (Harrison Birtwistle, Alexander Goehr en Peter Maxwell Davies) met advies en geld steunde. Tegelijkertijd beschadigde zij haar betrekkingen met de British Broadcasting Corporation (BBC) door een meningsverschil, omdat zij de BBC voor het mislukken van haar echtgenoot (Edward Clark) in de muziekwereld verantwoordelijk stelde.

### Onderscheidingen
In 1962 werd zij door de Phoenix Trust onderscheiden voor haar verdiensten voor de muziek, met een bijbehorende geldprijs van 350 Britse pond. In dat jaar overleed haar tweede man Edward Clark. Vanaf 1963 hield ze zich bezig met dood en eeuwigheid en ontwikkelde ze haar compositorische taal verder, omdat zij koos voor een thematische opzet en gebruik van twaalftoonsreeksen achter haar liet. In 1969 werd zij tot Commandeur in de Orde van het Britse Rijk benoemd en kreeg ze de Londense Lord Mayor Midsummer Award (een geldprijs voor onvoldoende gewaardeerde kunstenaars). Zij richtte voor korte tijd een eigen muziekuitgeverij (Olivan Press), maar verkocht dit bedrijf in 1974 alweer aan Universal Music. Tussen 1962 en 1971 kreeg zij in totaal acht compositieopdrachten van de BBC, maar haar werken werden buiten Londen zelden uitgevoerd.
In 1972 werd haar autobiografie "A Goldfish Bowl" gepubliceerd, waarin zij diepe inzichten over haar leven en werken als Londense componiste ten beste geeft.

### Verslaving en einde
In 1976 werd zij huiscomponist aan de Universiteit van York. Rond deze tijd verbeterden zich langzamerhand eveneens de inkomsten uit haar langjarige werk voor film en omroep, zodat zij voor het eerst zonder financiële steun van vrienden of andere familieleden kon rondkomen. Helaas was zij vanaf het begin van de jaren zeventig opnieuw begonnen alcohol te drinken en werd ze daarnaast ook nog verslaafd aan pillen en tabletten (zij nam regelmatig antidepressiva, kalmeringsmiddelen, barbituraten en steroïden). Door deze omstandigheden componeerde zij aan het einde van de jaren zeventig nog zelden en wat ze wel schreef was meestal kort. Na de première van het 13e strijkkwartet in maart 1983, die zij in de rolstoel bijwoonde, overleed zij op 14 april 1983 aan een hartinfarct in haar woning.

## Composities

### Werken voor orkest
- 1937-1938 Five-part Fantasia, voor strijkorkest
- 1939 Three Pieces, op. 7
- 1939 Kamerconcert I, voor hobo, klarinet, fagot, hoorn, trompet, trombone, viool, altviool en cello, op. 8 nr. 1
- 1940 Kamerconcert II, voor klarinet, tenorsaxofoon, piano en strijkorkst, op. 8 nr. 2
- 1941-1943 Three Salutes to the United Nations nr. 2, voor orkest
- 1942 Three Symphonic Preludes
- 1944 En Voyage, voor orkest
- 1945 Kamerconcert III, voor fagot en klein orkest, op. 8 nr. 3
- 1946 Kamerconcert IV, voor hoorn en klein orkest, op. 8 nr. 4
- 1946 Kamerconcert V, voor strijkkwartet en kamerorkest, op. 8 nr. 5
- 1947 Concert, voor altviool en orkest, op. 15
- 1948 Kamerconcert VI (teruggetrokken)
- 1951 Lyric Piece, voor viool en orkest, op. 23
- 1955 Music for Orchestra I, op. 31
- 1955 Diabelleries – Variations on "Where’s my little basket gone?", voor orkest
- 1956 Chorale - Hommage a Igor Stravinsky, voor orkest, op. 36
- 1959-1960 Quincunx, voor sopraan, bariton en orkest, op. 44 - tekst: Thomas Browne
- 1962 Music for Orchestra II, voor orkest, op. 48 - opgedragen aan Edward Clark
- 1963-1964 Music for Orchestra III, voor orkest, op. 56
- 1963 Music, voor piano en orkest, op. 59
- 1967 Novenaria, op. 67 nr. 1
- 1974 The Winter of the World, voor twee orkesten, op. 98
- 1974-1975 Eos, voor klein-/kamerorkest, op. 101
- 1976 Six Bagatelles, voor kamerorkest (zes houtblazers, vier koperblazers, harp, piano, celesta en vijf solo strijkers), op. 113
- 1976 Rondel, op. 108
- 1977 Nox, voor piano en 2 kamerorkesten, op. 118
- 1978 Tides op. 124
- 1980 Wild Decembers, voor kamerorkest, op.149
- 1981 Music for Orchestra IV "Gone Like a Sea-Covered Stone", voor kamerorkest (zonder violen), op. 152
- Three Salutes to the United Nations nr. 1, voor koperblazers, strijkers en slagwerk

### Werken voor harmonieorkest
- 1944 Divertissement, voor slagwerk en militaire muziekkapel
- 1961 Symphonies, voor piano (solo) en harmonieorkest, op. 46 - opgedragen aan Katharina Wolpe

### Muziektheater

#### Opera's
| Voltooid in | titel                                      | aktes                  | première                                                            | libretto                                               |
| ----------- | ------------------------------------------ | ---------------------- | ------------------------------------------------------------------- | ------------------------------------------------------ |
| 1947        | The Pit, op. 14                            |                        | 18 mei 1947, Londen (concertant); 24 april 1949, Palermo (scenisch) | William Robert Rodgers                                 |
| 1954        | Infidelio, op. 29                          | 7 scènes               | 17 april 1973, Londen                                               | T.E. Ranselm, pseudoniem van de componiste             |
| 1965-1967   | The Numbered, op. 63                       | proloog en 4 bedrijven | niet uitgevoerd                                                     | Minos Volonakis, naar Elias Canettis "Die Befristeten" |
| 1967-1968   | Time Off? Not a Ghost of a Chance!, op. 68 | 4 scènes               | 1 maart 1972, Londen                                                | de componiste                                          |
| 1969-1970   | Isis and Os, op. 74                        |                        | 26 november 1976, Londen                                            | de componiste naar Plutarchus                          |
| 1972        | The Goldfish Bowl, op. 102 (verworpen)     |                        | niet uitgevoerd                                                     | de componiste                                          |
| 1973        | The Waiting Game, op. 91                   | 3 scènes               | niet uitgevoerd                                                     | de componiste                                          |
| 1977        | Like a Window, op. 109                     |                        | 24 november 1977, Londen, BBC                                       | Uittreksels uit brieven van Vincent van Gogh           |

#### Balletten
| Voltooid in | titel                                              | aktes | première                                 | libretto                                                                                    | choreografie |
| ----------- | -------------------------------------------------- | ----- | ---------------------------------------- | ------------------------------------------------------------------------------------------- | ------------ |
| 1932        | The Birthday of the Infanta (later teruggetrokken) |       | 4 december 1932, Londen, Camargo Society | Oscar Wilde                                                                                 |              |
| 1939        | King Midas,                                        |       | vermoedelijk 1939, Hammersmith           | Toni del Renzio, afkorting van Antonino Romanov del Renzio dei Rossi di Castellone e Venosa |              |
| 1948        | Rhadamanthus                                       |       | niet uitgevoerd                          |                                                                                             |              |
| 1949        | Ballet, op. 19                                     |       |                                          |                                                                                             |              |

#### Toneelmuziek
- ca. 1927 Job, voor solisten, gemengd koor en orkest
- 1972 The Linnet from the Leaf, toneelmuziek op. 89 - tekst van de componiste - première: 11 november 1979 in de BBC
- 1973-1974 One and the Same, scène voor sopraan, spreker, 2 actrices, acteur en 2 instrumentale ensembles, op. 97 - tekst van de componiste - première: 21 juni 1976 tijdens het York Festival

#### Werken voor de omroep
- 1950 Penelope, muziekdrama voor de omroep - niet georkestreerd - niet uitgevoerd

### Vocale muziek

#### Cantates
- 1946 Ô saisons, Ô châteaux!, cantate voor sopraan, mandoline, gitaar, harp en strijkorkest, op. 13 - tekst: Arthur Rimbaud - première: 11 februari 1947 in Londen
- 1961 Catena, cantate voor sopraan, tenor en 21 instrumenten, op. 47
- 1979 Cantata, voor sopraan en instrumentaal ensemble, op. 130 - tekst: Ursula Vaughan Williams
- 1979 Cantata, voor sopraan, alt, bariton en instrumentaal ensemble, op. 134 - tekst: Charles Baudelaire

#### Werken voor koor
- 1932 Winter the Huntsman, voor gemengd koor, hoorn, cello, trompet en piano - tekst: Osbert Sitwell
- 1941-1943 Three Salutes to the United Nations nr. 3, voor tenor, gemengd koor en orkest - tekst: Milton
- 1948 Requiem for the Living, voor solisten, gemengd koor en orkest, op. 16
- 1952 Bienfaits de la Lune, voor sopraan, tenor, gemengd koor, strijkorkest en slagwerk
- 1953 Excerpta Tractatus logico-philosophici, motet voor gemengd koor, op. 27 - tekst: Ludwig Wittgenstein
- 1957 De Amore, voor sopraan, tenor, gemengd koor en orkest, op. 39 - tekst: Geoffrey Chaucer
- 1961 The Dong with the Lumious Nose, voor kinderkoor en instrumentaal ensemble - tekst: Lear
- 1963 Encomion – Let Us Now Praise Famous Men, voor gemengd koor, koperblazers en slagwerk, op. 54 - tekst: Rudyard Kipling
- 1963 The Country of the Stars, motet voor gemengd koor, op. 50 - tekst: Boëthius - Engelse vertaling: Geoffrey Chaucer
- 1965 Magnificat and Nunc Dimittis, voor mannenkoor - in 1970 herwerkt voor gemengd koor
- 1965 The Hymn of Man, motet voor mannenkoor, op. 61 - tekst: Algernon Charles Swinburne - in 1970 herwerkt voor gemengd koor
- 1968 Essence of Our Happinesses, voor tenor, gemengd koor en orkest, op. 69 - tekst: Abu Yasid (Engelse vertaling: Robert Charles Zaehner), John Donne, Arthur Rimbaud
- 1968 The Tyme Doth Flete, voor gemengd koor op. 70 met ad libitum Prelude and Postlude voor 2 trompetten en 2 trombones - tekst: Francesco Petrarca, Ovidius, Engelse vertaling: Thomas Wyatt
- 1970 Verses of Love, voor gemengd koor - tekst: Ben Jonson
- 1972 Voice of Quiet Waters, voor gemengd koor en orkest, op. 84 - tekst: William Wordsworth, Joseph Conrad
- 1972 Counting Your Steps, voor gemengd koor, 4 dwarsfluiten en slagwerk, op. 85 - tekst: naar gedichten van de Pygmeeën vanuit Gabon
- 1976 It Is the Hour, voor gemengd koor (SSTB), op. 111a - tekst: Lord Byron
- 1979 The Roots of the World, voor gemengd koor en cello, op. 136 - tekst: William Butler Yeats

#### Liederen
- 1929 Sonnet: To Sleep, voor contra-alt en kamerorkest - tekst: John Keats
- 1931 5 liederen, voor sopraan en piano
- 1933-1934 4 liederen, voor tenor en piano
  1. Stanzas - tekst: Emily Brontë
  2. Thief in the Night“, - tekst: D.H. Lawrence
  3. Nonentity - tekst: D.H. Lawrence
  4. Feste’s Song - tekst: William Shakespeare
- 1934 The Dying of Tanneguy de Bois, voor tenor, 4 hoorns en strijkorkest
- 1934-1936 6 liederen, voor tenor (of sopraan) en piano
  1. The Deserter - tekst: Alfred Edward Housman
  2. The Night is Darkening - tekst: Emily Brontë
  3. The Appeal - tekst: Emily Brontë
  4. Fall, Leaves, Fall - tekst: Emily Brontë
  5. Mother, I Cannot Mind My Wheel - tekst: Sappho, Engelse vertaling: Walter Savage Landor
  6. Fara-diddle-dyno - tekst: anoniem

- 1937-1938 4 liederen, voor tenor en strijkkwartet
- 1938 Lamento e Recitativo d’Arianna, voor tenor en orkest
- 1938-1939 4 Franse liederen, voor sopraan/mezzosopraan en altviool/orkest/instrumenten
  1. More, j’appelle de ta rigeur - tekst: François Villon
  2. Voici le verd et beau mai - tekst: Jean-Antoine de Baïf
  3. La nuit froide et sombre - tekst: Joachim Du Bellay
  4. Quand un cordier cordant - tekst: anoniem
- 1951 Nativity, voor sopraan, strijkorkest of orgel - tekst: William Robert Rodgers
- 1953 3 liederen en toneelmuziek "Homage to Dylan Thomas", voor sopraan (dwarsfluit, altviool)/accordeon/piano
  1. Do Not Go Gentle Into That Good Night
  2. It Is My Craft and Sullen Art
  3. Paper and Sticks
- 1957 In the Temple of a Bird’s Wing, voor bariton en piano, op. 37 - tekst: T. Tanner
- 1965 The Valley of Hatsu-Se, voor sopraan, dwarsfluit, klarinet, cello en piano, op. 62 - tekst: diverse Japanse teksten
- 1966 Akapotik Rose, voor sopraan en ensemble, op. 64 - tekst: Eduardo Paolozzi
- 1966 And Suddenly It’s Evening, voor tenor en 11 instrumenten, op. 66 - tekst: Salvatore Quasimodo
- 1968 A Phoenix, voor sopraan, klarinet, viool en piano, op. 71 - tekst: Ovidius (Engelse vertaling: A. Goulding)
- 1968 Epithalamion, voor sopraan en orgel - tekst: Spenser
- 1970 In the Direction of the Beginning, voor bas en piano, op. 76 - tekst: D. Thomas
- 1970 Anerca, voor spreker/actrice, 10 gitaren en slagwerk, op. 77 - tekst: Inuit dichting
- 1970 Oda à la Tormenta, voor mezzosopraan en piano, op. 78 - tekst: Pablo Neruda
- 1970 Vision of Youth, voor sopraan, 3 klarinetten, piano en slagwerk, op. 79 - tekst: Joseph Conrad
- 1971 Islands, voor sopraan, tenor, verteller en ensemble, op. 80 - tekst: Sophokles (Engelse vertaling: Minos Volonakis), Percy Bysshe Shelley, Robert Louis Stevenson, François Rabelais (Engelse vertaling: T. Urquhart en Peter Anthony Motteux)
- 1971 Requiescat - in Memory of Stravinsky, voor sopraan en strijktrio
- 1971 The Tears of Night, voor contratenor, 6 sopranen, 3 instrumentale kwintetten, op. 82 - tekst: anoniem vanuit de 14e eeuw, Gertrude Stein, James Joyce, D. Thomas
- 1971 Dirge For the Proud World, voor sopraan, contratenor, cello en klavecimbel, op. 83 - tekst: Thomas Merton
- 1972 Chimes and Cantos, voor bariton en ensemble, op. 86 - tekst: Robert Herrick
- 1972 Dialogo, voor tenor en luit, op. 88 - tekst: Salvatore Quasimodo
- 1973 Roads, voor 2 sopranen, contratenor, tenor, bariton en bas, op. 95 - tekst: van de componiste
- 1973 Laudi, voor sopraan, 3 klarinetten, piano en slagwerk, op. 96 - tekst: van de componiste
- 1976 Nocturnes and Interludes, voor sopraan en piano, op. 111 - tekst: Robert Burns, Rudyard Kipling, Alfred Tennyson, Robert Graves, Christopher Marlowe, van de componiste, John Milton, Henry Newbolt, G. Peele
- 1976 Concert Aria, voor vrouwenstem en orkest, op. 112 - tekst: anonieme Franse tekst
- 1977 Variations: Winter Series – Spring Sowing, voor sopraan en piano, op. 115 - tekst: Ursula Vaughan Williams
- 1977 Cascando, voor contra-alt, viool en strijkorkest, op. 117 - tekst: Samuel Beckett - première: 4 december 1979 door de Katholieke Radio Omroep
- 1977 By all These, voor sopraan en gitaar, op. 120 - tekst: R. Jeffries
- 1977 Chorale Prelude and Paraphrase, voor tenor en instrumentaal ensemble, op. 123 - tekst: John Keats
- 1978 Elegy of the Flowers, voor tenor en 3 instrumentale groepen, op. 127 - tekst: Konstantínos Kaváfis (Engelse vertaling: R. Devlen
- 1979 Echoi, voor mezzosopraan en orkest, op. 129 - tekst: Thomas Merton
- 1979 That Sun, voor contra-alt en piano, op. 137 - tekst: Gustave Flaubert
- 1979 Echoes, voor contra-alt en instrumentaal ensemble, op. 138 - tekst: H. Sudo
- 1980 Concert Aria: Dialogo, voor sopraan en instrumentaal ensemble, op. 142 - tekst: Salvatore Quasimodo
- 1980 Mine Eyes, My Bread, My Spade, voor bariton en strijkkwartet, op. 143 - tekst: T. Tanner
- 1980 Fleur de Silence, voor tenor en zeven instrumenten, op. 150 - tekst: R. de Gourment
- 1980 The Singing of Birds, voor spreker/actrice en altviool, op. 151 - tekst: William Butler Yeats, M. Silverthorne, naar Plato

### Kamermuziek
- 1927 Strijkkwartet in een deel
- 1937-1938 Strijkkwartet nr. 1, op. 5 nr. 1 (later teruggetrokken)
- 1938 Strijkkwartet nr. 2, op. 5 nr. 5
- 1938 Partita, voor 2 violen
- 1939 Music for the People, voor arbeiderskoren en danseressen - tekst: Randall Swingler - De bijdrage van Lutyens aan dit coöperatief werk was voor koperblazers
- 1939 Trio, voor strijkers, op. 5 nr. 6
- 1942 9 Bagatellen, voor cello en piano, op. 10
- 1944 Petite Suite
- 1944 Suite Gauloise, voor viool en piano - ook in een versie voor blaasoctet
- 1945 5 Little Pieces, voor klarinet en piano, op. 14 nr. 1
- 1948 Baker’s Dozen, voor 2 violen
- 1948 Ninepins, voor 2 violen
- 1949 Strijkkwartet nr. 3, op. 18
- 1950 Concertante, voor vijf instrumentalisten, op. 22
- 1952 Strijkkwartet nr. 4
- 1952 Strijkkwartet nr. 5
- 1952 Strijkkwartet nr. 6, op. 25
- 1953-1954 Valediction, voor klarinet en piano, op. 28
- 1954 A Rainy Day, voor viool en piano
- 1954-1955 Nocturnes, voor viool, cello en gitaar, op. 30
- 1955 Capriccii, voor 2 harpen en slagwerk, op. 33
- 1957 Fantasie-Variations, voor viool en piano, op. 41
- 1957 Six Tempi, voor dwarsfluit, hobo, klarinet, fagot, trompet, klavecimbel, piano, viool, altviool en cello, op. 42
- 1960 Blaaskwintet, op. 45
- 1963 Strijkkwintet, op. 51
- 1963 Trio, voor houtblazers, op. 52
- 1963 Fantasie-Trio, voor dwarsfluit, klarinet en piano, op. 55
- 1964 Strijktrio, op. 57
- 1964 Scena, voor viool, cello en slagwerk, op. 58
- 1964 Music for Wind, voor dubbelt blaaskwintet, op. 60
- 1966 The Fall of the Leafe, voor hobo en strijkkwartet
- 1967 Scroll for Li-Ho, voor viool en piano, op. 67 nr.3
- 1969 The Tides of Time, voor contrabas en piano, op. 75
- 1971 Driving out the Death, voor hobo en strijktrio, op. 81
- 1973 Divertimento "Rape of the Moone", voor blaasoctet, op. 90
- 1973 Plenum II, voor hobo en 13 instrumenten, op. 92
- 1973 Plenum III, voor strijkkwartet, op. 93
- 1974 Kareniana, voor altviool en 10 instrumenten, op. 99
- 1975 Fanfare for a Festival, voor 3 trompetten en 3 trombones
- 1975 Go, Said the Bird, voor elektrische gitaar en strijkkwartet, op. 105
- 1975 This Green Tide, voor bassethoorn en piano, op. 103
- 1975 The Ring of Bone, voor spreker en piano, op. 106
- 1976 Mare et Minutiae, voor strijkkwartet, op. 107
- 1976 Constants, voor cello en piano, op. 110
- 1977 Fantasia, voor altsaxofoon en 3 instrumentengroepen, op. 114
- 1977 Madrigal, voor hobo en viool, op. 119
- 1977 O Absalom, voor viool, hobo/althobo, altviool en cello, op. 122
- 1978 Doubles, voor strijkkwartet, op. 125
- 1978 Footfalls, voor spreker, dwarsfluit en piano, op. 128
- 1979 Trio, voor klarinet, cello en piano, op. 135
- 1979 Strijkkwartet, op. 139
- 1979 Morning Sea, voor hobo/Oboe d'amore en piano, op. 140
- 1980 Rapprochement, voor hoorn, harp en instrumentaal ensemble, op. 144
- 1980 Déroulement, voor hobo en gitaar, op. 145
- 1980 Strijkkwartet - Diurnal, op. 146
- 1980 Six, voor klarinet, trompet, piano, viool, contrabas en slagwerk, op. 147
- 1980 Soli, voor klarinet en contrabas, op. 148
- 1981 Branches of the Night and of the Day, voor hoorn en strijkkwartet, op. 153
- 1981 Strijkkwartet nr. 12, op. 155
- 1981 The Living Night, voor slagwerk en cello, op. 156
- 1982 Strijkkwartet nr. 13, op. 158
- 1982 Triolet I, voor klarinet, mandoline en cello, op. 160a
- 1982 Triolet II, voor cello, marimba en harp, op. 160

### Werken voor orgel
- 1948 Suite, op. 17
- 1955 Sinfonia, op. 32
- 1969 Temenos, op. 72 (verworpen)
- 1969 Trois Pièces Brèves
- 1974 Plenum IV, voor orgel vierhandig, op. 100

### Werken voor piano
- 1937-1938 The Check Book - 12 Pieces for Children
- 1941 5 Intermezzi, op. 9
- 1948 Three Improvisations
- 1958 Piano e Forte, op. 43
- 1962 5 Bagatellen, op. 49
- 1967 Helix, voor 2 piano's, op. 67 nr.2
- 1972 Plenum I op. 87
- 1977 5 Impromptus, op. 116
- 1978 7 Préludes, op. 126
- 1979 The Great Seas, op. 132
- 1979 Three Books of Bagatelles, op. 141
- 1981 La Natura Dell’Aqua, op. 154
- 1982 Encore – Maybe, op. 159

### Werken voor klavecimbel
- 1975 Pietà, op. 104

### Werken voor gitaar
- 1969 The Dying of the Sun, op. 73
- 1977 Romanza, op. 121

### Filmmuziek
- 1946 The Way from Germany
- 1948 Penny and the Pownall Case
- 1951 To be a Woman
- 1952 The Boy Kumasenu
- 1953 They planted a Stone
- 1953 This Little Ship
- 1954 Simon
- 1956 Any Man's Kingdom
- 1956 Bermuda Affair
- 1960 Never take Sweets from a Stranger
- 1961 Don't Bother to Knock
- 1963 Paranoiac
- 1964 Troubled Waters
- 1965 Dr. Terror's House of Horrors
- 1965 The Earth Dies Screaming
- 1965 The Skull
- 1965 Spaceflight IC-1 : An Adventure in Space
- 1966 Theatre of Death
- 1966 The Psychopath
- 1967 The Terrornauts
- 1971 Never go with Strangers
- 1975 Mijn Nachten met Susan, Olga, Albert, Julie, Piet & Sandra

## Publicaties
- A Goldfish Bowl: The Autobiography of Elisabeth Lutyens, London. Cassel & Co., 1972. 330 p.